# Orden Ogan
Orden Ogan (рус. Орден страха) — немецкая пауэр-метал группа с элементами прогрессив- и фолк-метала. Группа была образована в 1996 году Себастьяном Грютлингом (ударные) и Себастьяном Леверманном (вокал и гитара). В настоящее время выпущено три демозаписи и семь студийных альбомов.
Группа также является организаторами немецкого метал-фестиваля «WinterNachtsTraum», на котором выступали такие группы, как Rage, Sinister, Axxis, Ensiferum, Van Canto и Agathodaimon.

## История
Группа была основана в июне 1996 года под названием Tanzende Aingewaide, но была переименована в Orden Ogan в 1997 году. Они выпустили 3 демозаписи: Into Oblivion (1998), Soli Deo Gloria (1999) и Testimonium A.D. (2004).
Группа отсчитывает начало своей истории в 2008 году с релиза их первого студийного альбома Vale, который был выпущен на Yonah Records в Германии и получил признание европейской прессы. Немецкий журнал Rock Hard назвал группу «единственным законным преемником Blind Guardian». Позже Vale был выпущен в Бразилии и Японии в 2009 году. Vale также является первым из альбомов группы, на котором изображен их талисман Алистер Вейл. Обложки всех студийных альбомов группы выполнены Андреасом Маршаллом, который также создавал обложки для Blind Guardian. Песни группы также могут включать в себя более глубокий смысл, но все студийные альбомы включают в себя расплывчатую концепцию истории их талисмана Алистера Вейла, бессмертного, проклятого и вынужденного двигаться дальше и дальше, но все, что он оставляет, гаснет. Орден Оган участвовал в более чем 50 концертах в 2008 году, в том числе на таких фестивалях, как Rock am Ring, Metal Healing в Греции, Rock Harz в Германии и Metal Camp в Словении.
В 2010 году Orden Ogan выпустили второй студийный альбом Easton Hope на своем нынешнем лейбле AFM Records. После релиза Orden Ogan отыграли свой первый европейский тур в поддержку Tiamat. После смены состава в 2011 году Orden Ogan вернулись в 2012 году со своим третьим студийным альбомом To The End, который занял 41-е место в немецких чартах. Первый сингл альбома, «The Things we Believe in», по состоянию на 2021 год набрал более 5,8 миллиона просмотров на YouTube.
В 2013 году было объявлено, что группа впервые выступит в США в 2014 году, участвуя в фестивале пауэр-прогрессив-музыки ProgPower USA XV. Группа также участвовала в фестивалях Wacken Open Air, Made of Metal Festival в Чешской Республике и гастролировала с Rhapsody и Freedom Call. Они также гастролировали по Европе в январе/феврале 2015 года с Hammerfall и Serious Black.
В 2014 году фронтмен Orden Ogan, Себастьян «Seeb» Леверманн основал Greenman Studio, где теперь занимается сведением для Orden Ogan. Greenman Studio также занималась сведением для группы Rhapsody of Fire. В 2015 году Orden Ogan выпустили свой четвертый студийный альбом Ravenhead, который занял 16-е место в немецких чартах и 56-е место в швейцарских чартах. Orden Ogan выпустили свой пятый студийный альбом Gunmen 7 июля 2017 года. 19 мая 2017 года Orden Ogan разместила на YouTube музыкальное видео на первый сингл своего пятого альбома, «Gunman».
16 октября 2019 года группа подтвердила, что наняла Стивена Вуссоу (экс-Xandria) в качестве нового басиста. Шестой студийный альбом группы Final Days был анонсирован 6 декабря 2019 года и изначально должен был быть выпущен 28 августа 2020 года, но позже был перенесен на 12 марта 2021 года из-за пандемии COVID-19. Первый сингл с альбома, «In the Dawn of the AI», был выпущен 24 июля 2020 года вместе с музыкальным видео. Второй сингл «Heart of the Android» был выпущен 4 декабря 2020 года.

## Дискография

### Демо
- Into Oblivion demo (1998)
- Soli Deo Gloria demo (1999)
- Testimonium A.D. demo (2004)

### Студийные альбомы
- Vale (2008)
- Easton Hope (2010)
- To the End (2012)
- Ravenhead (2015)
- Gunmen (2017)
- Final Days (2021)
- The Order of Fear (2024)

### Синглы/Музыкальные видео
- «We Are Pirates!» (2010)
- «The Things We Believe In» (2012)
- «Land of the Dead» (2012)
- «Fever» (2014)
- «Gunman» (2017)
- «Come with Me to the Other Side» (2017)
- «Fields of Sorrow» (2017)
- «In the Dawn of the AI» (2020)
- «Heart of the Android» (2020)
- «Inferno» (2021)
- «Let the Fire Rain» (2021)

## Состав
| Текущий состав - Себастьян «Seeb» Леверманн — гитары, клавишные, вокал (1996 – настоящее время) - Нильс Лёффлер — бас-гитара (2011–2019), гитары (2019 – настоящее время) - Дирк Мейер-Берхорн — ударные (2011 – настоящее время) - Стивен Вуссоу — бас-гитара (2019 – настоящее время) - Патрик Сперлинг — гитары (2020 – настоящее время) | Бывшие участники - Марк Питерс — гитара (1998–2000) - Стефан Манарин — гитары (2000–2006) - Верена Мельхерт — флейта (2001–2004) - Кристина Декер — клавишные (1996–2000) - Себастьян Северин — бас-гитара (1996–2007) - Себастьян «Ghnu» Грютлинг — ударные (1996–2011) - Ларс Шнайдер — бас-гитара (2007–2011) - Нильс Вайсе — клавишные (2007–2011) - Тобиас Керстинг — гитары (2007–2020) |

## Комментарии
1. ↑  «Orden» с нем. переводится как «Орден», а «Ogan» является пракельтским словом, означающим «Страх»[1].